# The Best (Bonnie Tyler-dal)
A The Best című dalt először Bonnie Tyler énekelte el, neki írta Holly Knight és Mike Chapman és csak később vitte sikerre Tina Turner, miután a CBS kiadó a Bonnie Tyleres megjelenés után Tina Turnerrel is megjelentette a kislemezt.

## A dalról
A dal szerzője Mike Chapman és Holly Knight, akik több híres énekesnek is írtak toplistás dalokat. 1988-ban Bonnie Tyler albumára is írtak dalokat, melynek producere  Desmond Child volt. A The Best című dal egy könnyed, tempós aréna rock stílusú dal, melyből kislemez is készült és a norvég és a brit toplistára is felkerült. És itt véget is ért a pályafutása, mert ezután Tina Turner is felénekelte és több slágerlistán is listavezető pozícióba került a dal. Hiába írták ezt a dalt Bonnie Tylernek, Tina Turner előadásában vált "himnusszá".

## Kislemez

### The Best "7 single
| # | Dalcím         | Zeneszerző               | Producer      | Hossz |
| - | -------------- | ------------------------ | ------------- | ----- |
| 1 | The Best       | M. Chapman, H. Knight    | Desmond Child | 4:10  |
| 2 | The Fire Below | P. Hopkins; Bonnie Tyler | P. Oxendale   | 5:11  |

### The Best "12 single
| # | Dalcím          | Zeneszerző               | Producer      | Hossz |
| - | --------------- | ------------------------ | ------------- | ----- |
| 1 | The Best        | M. Chapman, H. Knight    | Desmond Child | 4:10  |
| 2 | The Fire Below  | P. Hopkins; Bonnie Tyler | P. Oxendale   | 5:11  |
| 3 | Under Suspicion | P. Hopkins; Bonnie Tyler | P. Oxendale   | 4:40  |

### The BestCDsingle
| # | Dalcím          | Zeneszerző               | Producer      | Hossz |
| - | --------------- | ------------------------ | ------------- | ----- |
| 1 | The Best        | M. Chapman, H. Knight    | Desmond Child | 4:10  |
| 2 | The Fire Below  | P. Hopkins; Bonnie Tyler | P. Oxendale   | 5:11  |
| 3 | Under Suspicion | P. Hopkins; Bonnie Tyler | P. Oxendale   | 4:40  |

## Videó
- The Best Live
- The Best TV Show
- The Best Videóklip

## Toplista
Bonnie Tyler
| The Best      | Legjobb helyezés |
| ------------- | ---------------- |
| Norvégia      | 10               |
| Portugália    | 10               |
| Spanyolország | 34               |
| UK            | 95               |

Tina Turner
| The Best             | Legjobb helyezés |
| -------------------- | ---------------- |
| Ausztria             | 2                |
| Lengyelország        | 2                |
| Spanyolország        | 2                |
| Svájc                | 3                |
| Ausztrália           | 4                |
| Kanada               | 4                |
| Németország          | 4                |
| Írország             | 4                |
| Hollandia            | 5                |
| Norvégia             | 5                |
| UK                   | 5                |
| Olaszország          | 7                |
| Svédország           | 11               |
| US Billboard Hot 100 | 15               |
| Franciaország        | 23               |
| Új-Zéland            | 28               |